# Oerlikon SSG/32
Il Oerlikon SSG/32 era un fucile anticarro svizzero  da 20 mm che fu sviluppato negli anni trenta del XX secolo e rimase allo stadio di prototipo.

## Storia
Nel 1932 la società svizzera Werkzeugmaschinenfabrik Oerlikon sviluppò un fucile anticarro semi-automatico (MFR) di grande calibro che fu designato SSG/32 (Schweres Selbtsladen Gewehr 32). L’arma utilizzava la potente cartuccia 20 × 72 mm RB e fu valutata dall’esercito svizzero per una eventuale adozione. Nel corso del 1936 la ditta ne sviluppò una nuova, più potente versione, designata SSG/36.

## Tecnica
L’Oerlikon SSG 32 è un fucile semiautomatico in configurazione bullpup, servito da due uomini, il tiratore ed il servente. L'arma è camerata per la munizione 20 × 70 mm RB, e in particolare il fucile impiega una Cartoccio granata perforante del calibro di 20 mm capace di perforare 20 mm di corazza a 100 m di distanza, e risultava efficace contro carri leggeri ed autoblindo. 
L'azione è a corto rinculo, con l'otturatore vincolato alla canna che dispone di un freno di bocca  per smorzare il potente rinculo ed è rapidamente sostituibile. Il sistema di scatto è a grilletto e l'arma viene imbracciata come un normale fucile. Anteriormente poggia su un robusto bipiede regolabile, mentre posteriormente su un piedino pieghevole incernierato sotto al calcio. L'arma dispone di mire metalliche con alzo regolabile.

## Prestazioni
- distanza: 100 m, impatto a 90°: perforazione di 20 mm di acciaio omogeneo.
- distanza: 300 m, impatto a 90°: perforazione di 17 mm di acciaio omogeneo.
- distanza: 500 m, impatto a 90°: perforazione di 15 mm di acciaio omogeneo.

### Periodici
- Ivo Jacini, I fucili anticarro, in Storia & Battaglie, n. 158, Vicchio, Luca Poggiali Editore, dicembre 2016,  pp. 23-34.